# Chananja (Amoräer)
Chananja (auch: Chanina) war ein Amoräer der 3. Generation in Palästina und lebte und wirkte im dritten und vierten nachchristlichen Jahrhundert.

## Leben
Chananja stammte ursprünglich aus Babylonien und war angeblich ein Nachfahre des Hohenpriesters Eli. Schon in früher Jugend wanderte er mit seinem Bruder Hoschaja (= Hoschaja II., der spätere Schwiegersohn des Samuel bar Isaak) aus seiner Heimat aus und ließ sich in Tiberias nieder, wo sie Schüler Jochanans wurden.
Die Brüder lebten von der Schuhherstellung und wurden beide von der Nachwelt legendarisch verherrlicht. So soll Chananja in einer verrufenen Straße gewohnt und sich durch sein bescheidenes, sittenstrenges Leben die Hochachtung selbst der Prostituierten erworben haben, die „beim Leben des heiligen Rabbis von Palästina schwuren“ (bab. Pess. 113 b).
Jochanan wollte beide Brüder ordinieren, wozu es aber nicht kam, so dass sie als Nichtordinierte aufgrund ihrer Hochschätzung dennoch durch das Beiwort „chabrehon de-rabbanan“ (Genosse der Gelehrten) geehrt wurden.
Als Chanaja an einem Halbfeiertag starb, zimmerte man ihm trotz des Arbeitsverbotes auf offener Straße seinen Sarg, um ihm auch über seinen Tod hinaus besondere Ehren zu erweisen.